# Инишкрон

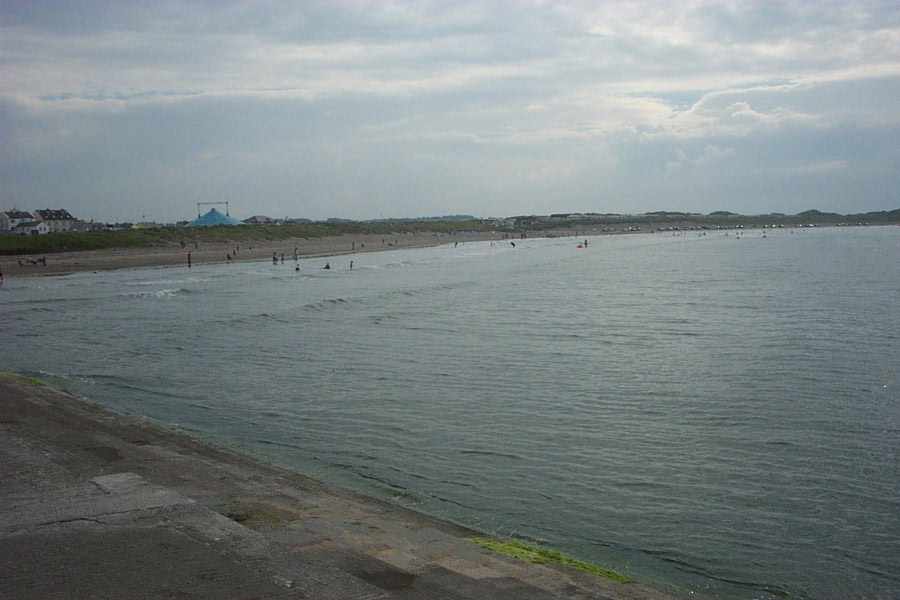
Местное побережье

Инишкрон (англ. Inniscrone, также Enniscrone; ирл. Inis Crabhann) — деревня в Ирландии, находится в графстве Слайго (провинция Коннахт).

## Демография
Население — 829 человек (по переписи 2006 года). В 2002 году население составляло 668 человек.
Данные переписи 2006 года:
| Общие демографические показатели |               |                               |                               |      |      |
| Всё население                    | Всё население | Изменения населения 2002—2006 | Изменения населения 2002—2006 | 2006 | 2006 |
| 2002                             | 2006          | чел.                          | %                             | муж. | жен. |
| 668                              | 829           | 161                           | 24,1                          | 388  | 441  |